# Steven Brunswijk
Steven Brunswijk (Paramaribo, 1983) is een Nederlands cabaretier en presentator die bekend werd onder de bijnaam Braboneger. Zijn eerste filmpje "Gewoon Betalen" werd een hit op Dumpert en is meer dan 500.000 keer bekeken.
Brunswijk kondigde tijdens een interview in februari 2018 aan om zijn bijnaam te laten vallen. De naam zou niet bijdragen aan een serieuze voortzetting van zijn carrière.
Brunswijk werd geboren in Suriname en groeide op in Tilburg, Noord-Brabant.

## Theater
Zijn theaterdebuut was op 10 november 2012 met de voorstelling Vooroordelen. In 2016 was hij opnieuw in het theater te zien met de voorstelling Als ik mezelf kon zijn, dat volgens Brunswijk afrekent met de potentieel beledigende uitspraken van anderen. Hij ziet het podium vooral als een plek waar hij zichzelf kan zijn.

## Televisie
Vanaf 14 november 2016 presenteerde Brunswijk het programma De Braboneger verkaast?!, dat wekelijks werd uitgezonden door AVROTROS. Samen met zijn vrienden Dennis en Djordhjy onderneemt hij activiteiten die naar eigen zeggen alleen blanke mensen doen, zoals het Oktoberfest, skiën, en kamperen. Hierbij wordt het woord neger niet geschuwd. In december van ditzelfde jaar deed hij mee aan The Roast of Gordon. 
Brunswijk kreeg op 6 september 2017 een vervolg met het programma De Braboneger Basht!.
Brunswijk deed in 2017 mee aan het televisieprogramma The Big Escape, waar hij als eerste het spel moest verlaten. Ook was hij eenmalig te zien in het programma De Slimste Mens en De TV Kantine. In 2018 was Brunswijk een van de deelnemers van het negentiende seizoen van het RTL 5-programma Expeditie Robinson. Hij verloor een proef in de halve finale waardoor hij als zestiende het programma moest verlaten. Hij eindigde op de 4e plaats.
Brunswijk was in 2019 een van de deelnemers van het vierde seizoen van het televisieprogramma Het perfecte plaatje. In 2020 deed hij samen met Melody Klaver mee aan het televisieprogramma De gevaarlijkste wegen van de wereld. In 2021 deed Brunswijk mee aan de quiz Weet ik veel. Ook was hij deelnemer aan De Alleskunner VIPS. Daarnaast was Brunswijk in 2021 te gast in het programma De Kist.
In 2022 deed Brunswijk mee aan seizoen 2 van De Verraders. In 2023 deed Brunswijk samen met Dennis van der Geest mee aan het televisieprogramma The Big Bang. In 2024 was Brunswijk een de discipelen in de viertiende editie van The Passion. In datzelfde jaar deed hij samen met Chatilla van Grinsven mee aan het televisieprogramma Hunted: Into the Wild VIPS.
In 2025 deed Brunswijk samen met zijn familie mee aan het televisieprogramma De kwis met ballen VIPS.

## Privéleven
Brunswijk is getrouwd, heeft drie kinderen en is een neef van de Surinaamse oud-rebellenleider en vicepresident Ronnie Brunswijk en van de Surinaamse professionele kickbokser Clyde Brunswijk. Hij was vier jaar lang horecaportier in 's-Hertogenbosch.